# Metr kwadratowy
Metr kwadratowy (symbol: m²) – jednostka pola powierzchni w układzie SI. 1 metr kwadratowy to pole równe polu kwadratu o boku 1 metra. W zestawie znaków Unicode metr kwadratowy ma kod: 33A1.
1 m² = 1 m · 1 m = 1 m²
1 dam² = 10 m · 10 m = 100 m² = 1 a (ar)
1 hm² = 100 m · 100 m = 10 000 m² = 1 ha (hektar)
1 km² = 1000 m · 1000 m = 1 000 000 m² (kilometr kwadratowy)
1 dm² = 0,1 m · 0,1 m = 0,01 m²
1 cm² = 0,01 m · 0,01 m = 0,0001 m² (centymetr kwadratowy)
1 mm² = 0,001 m · 0,001 m = 0,000001 m²